# Калиновське сільське поселення (Комишловський район)
Кали́новське сільське поселення (рос. Калиновское сельское поселение) — сільське поселення у складі Комишловського району Свердловської області Росії.
Адміністративний центр — село Калиновське.
Населення сільського поселення становить 12738 осіб (2019; 10453 у 2010, 9242 у 2002).
Станом на 2002 рік існувала Калиновська сільська рада (села Калиновське, присілок Ялуніна, селища Єланський, Пишмінська).

## Склад
До складу сільського поселення входять:
| Населений пункт    | Населення, осіб (2002) | Населення, осіб (2010) |
| ------------------ | ---------------------- | ---------------------- |
| Єланський, селище  | 8797                   | 10038                  |
| Калиновське, село  | 383                    | 358                    |
| Пишмінська, селище | 45                     | 39                     |
| Ялуніна, присілок  | 17                     | 18                     |